# Benedikt Turudić
Benedikt Turudić (Gießen, 27 gennaio 1997) è un cestista tedesco con cittadinanza croata.